# Дослідження ринку
Дослідження ринку — це будь-які організовані зусилля для збору інформації про цільові ринки або клієнтів. Це дуже важлива складова бізнес-стратегії. Термін часто використовується як аналог маркетингових досліджень; однак, експерти-практики вбачають відмінність в тому, що маркетингові дослідження пов'язані конкретно з маркетинговими процесами, у той час як ринкові дослідження пов'язані конкретно з ринками.
Дослідження ринку є ключовим фактором у підтриманні конкурентоспроможності з конкурентами. Дослідження ринку надає важливу інформацію для виявлення і аналізу потреб ринку, розміру ринку та конкуренції. Методи дослідження ринку охоплюють як якісні методи, такі як фокус-групи, поглиблені інтерв'ю, та етнографію, так і кількісні методи, такі як опитування клієнтів та аналіз вторинних даних.
Дослідження ринку є систематичними збором та інтерпретацією інформації про приватних осіб або організацій з використанням статистичних і аналітичних методів та методик прикладних соціальних наук для отримання розуміння або підтримки прийняття рішень.

## Історія
Дослідження ринку були концептуально оформлені і введені в офіційну практику в 1920-х роках як відгалуження рекламного буму золотого століття радіо в США. Рекламодавці почали розуміти значення демографічних даних, виявлених при спонсоруванні різних програм радіо.

## Дослідження ринку для бізнесу чи бізнес-планування
Дослідження ринку є способом отримати огляд бажань, потреб і переконань споживачів, але також може включати виявлення, як вони діють на ринок. Дослідження можуть бути використані для визначення того, як продукт можна просувати на ринку. Пітер Друкер вважав, що дослідження ринку є стати квінтесенцією маркетингу.
Існує два основних види досліджень ринку: первинні дослідження, які поділяються на кількісні і якісні, і вторинні дослідження.
Фактори, які можна вивчити шляхом дослідження ринку, включають:
- інформацію про ринок. Через ринкову інформацію можна дізнатися ціни на різні товари на ринку, а також ситуацію з попитом і пропозицією. Також дослідники ринку допомагають своїм клієнтам розібратися в соціальних, технічних і юридичних аспектах ринку.[6]
- сегментування ринку — поділ ринку або популяції на підгрупи зі схожими мотиваціями. Вона широко використовується для сегментування на географічні, особистісні, демографічні та технографічні відмінності, використання відмінностей різних товарів, психографічних відмінностей та гендерних відмінностей. Для B2B сегментації зазвичай використовується фірмографія.
- тенденції ринку, тобто рухи вгору або вниз на ринку протягом певного періоду часу. Визначення розміру ринку може бути ускладнено, якщо планується впровадити інновацію (особливо при формуванні нового ринку), адже тоді необхідно визначити його розміри з числа потенційних клієнтів або сегментів споживачів. [Ілар 1998]
- SWOT-аналіз, тобто це аналіз сильних і слабких сторін, можливостей і загроз для підприємства. SWOT використовується не лише на стадії створення компанії, але часто і протягом усього життя компанії. SWOT-аналіз деколи роблять і для конкурентів, щоб зрозуміти, як розробити маркетинг і товарні суміші.

Ще один фактор, який можна виміряти, — ефективність маркетингу. Це включає
- Аналіз клієнтів
- Моделювання вибору
- Аналіз конкурентів
- Аналіз ризиків
- Дослідження продукту
- Реклама дослідження
- Моделювання маркетинг-міксу
- Модельований тестовий маркетинг[7]

## Вплив Інтернету
Доступність досліджень за рахунок використання Інтернету вплинула на величезну кількість споживачів, які користуються цим засобом масової інформації для отримання знань, які стосуються практично будь-якого виду продукції і послуг. Це було додано до фактору росту виникаючих світових ринків (таких як Китай, Індонезія і Росія), який значно перевищує фактор росту усталеного і більш просунутого ринку електронної комерції B2B. Різні статистичні дані показують, що зростаючі вимоги споживачів відображені не тільки у широкому і різноманітному асортименті інтернет-додатків для досліджень, але у проникненні досліджень онлайн-покупок.
Це стимулюється вебсайтами з просуванням продуктів, графікою і контентом, призначеними для залучення випадкових «пролистуючих» покупців, вивчення їх потреб, конкурентоспроможних цін та якості. За даними Адміністрації малого бізнесу (АМБ) США, успішності бізнесу суттєво додає отримання знань про клієнтів, конкурентів та пов'язані галузі. Дослідження ринку дозволяє отримати розуміння цих речей та здійснити аналіз даних щодо того, які товари та послуги користуються попитом.
Зручність і легка доступність інтернету створили глобальний «науково-дослідний центр» електронної комерції В2С для величезної мережі онлайн-шопінгу, яка мотивувала роздрібні ринки у розвинених країнах. У 2010 році онлайн-торгівля отримала за різними оцінками між $400 млрд до $600 млрд доходу, а у 2015 році очікується, що інтернет-ринок принесе дохід між $700 млрд і $950 млрд.  

## Фінансові показники
За даними звіту «ESOMAR Global Market Research Report 2014» глобальна виручка за дослідження ринку у 2013 році розподілилась наступними чином:
| Ранг | Територія                       | Обсяг продажів в 2013 році (млн. доларів США) | Частка |
| ---- | ------------------------------- | --------------------------------------------- | ------ |
| 1    | Європа                          | 16 005                                        | 40 %   |
| 2    | Північна Америка                | 15 705                                        | 39 %   |
| 3    | Азіатсько-Тихоокеанський Регіон | 5 998                                         | 15 %   |
| 4    | Латинська Америка               | 1 920                                         | 5 %    |
| 5    | Африка                          | 382,1                                         | 1 %    |
| 6    | Середній Схід                   | 277                                           | 1 %    |

## Додаткова література
- Bradley, Nigel Marketing Research. Tools and Techniques.Oxford University Press, Oxford, 2010
- Marder, Eric The Laws of Choice—Predicting Customer Behavior, The Free Press division of Simon and Schuster, 1997. ISBN 0-684-83545-2
- Young, Charles E, The Advertising Handbook, Ideas in Flight, Seattle, WA, April 2005. ISBN 0-9765574-0-1
- Kotler, Philip and Armstrong, Gary Principles of Marketing Pearson, Prentice Hall, New Jersey, 2007 ISBN 978-0-13-239002-6, ISBN 0-13-239002-7